# Sensitive to Light
Sensitive To Light is een Franse muziekgroep binnen de progressieve rock en is de opvolger van Saens. De naam kwam eerst als een verbastering van Saens: Sens en werd later uitgebreid tot haar huidige naam. 
De belangrijkste man binnen zowel STL als Saens is gitarist Vince Leff. De band werd opgericht eind 2005, Leff wilde het kennelijk over andere boeg gooien en kwam met een zangeres (in plaats van de zanger bij Saens). De eerste twee albums kwamen uit via Cyclops Records. In haar bestaan kende de band al een aantal personeelswisselingen. Turrell drumt op Ancient World, maar heeft de band inmiddels verlaten.
Vergelijkbare bands zijn Mostly Autumn, Magenta en Karnataka

## Leden
- Lenny Lewis – zang
- Vynce Leff – gitaar, dwarsfluit
- Fred Vernet – basgitaar
- Jean Philipe Dupont – toetsinstrumenten

### Ex-leden
- Claude Till-
- Giogio Salvini-
- Réjane Turrel – slagwerk

## Discografie
- 2005: Almost Human (een conceptalbum over Pinocchio)
- 2008: From The Ancient World